# Vladas Česiūnas
Vladas Česiūnas (Vyšnialaukiai, 1940. március 15. – 2023. január 16.) olimpiai bajnok szovjet-litván kenus.

## Pályafutása
Az 1972-es müncheni olimpián aranyérmet szerzett Jurij Lobanovval kenu kettes 1000 méteres versenyszámban. 1971–1975 között a világbajnokságokon négy arany- és egy-egy ezüst- illetve bronzérmet szerzett.
1979-ben a duisburgi világbajnokságon nézőként vett részt és politikai menedékjogot kért a Német Szövetségi Köztársaságban. Ellentmondásos körülmények között, KGB-ügynök segítségével tért vissza a Szovjetunióba.

## Sikerei, díjai
- Olimpiai játékok – C-2 1000 m
  - aranyérmes: 1972, München
- Világbajnokság
  - aranyérmes (4): 1973 (C-2 10000 m), 1974 (C-2 1000 m, C-2 10000 m), 1975 (C-2 10000 m)
  - ezüstérmes: 1973 (C-2 1000 m)
  - bronzérmes: 1971 (C-1 1000 m)